# シベンゾリン
シベンゾリン（Cibenzoline、またはcifenline）はヴォーン・ウィリアムズ分類Ia群の抗不整脈薬の一つである。ナトリウムチャネルとカリウムチャネルを阻害する。商品名シベノール。静注剤と錠剤が販売されている。

## 効能・効果
頻脈性不整脈に効果がある。錠剤は、他の抗不整脈薬が使用できないかまたは無効の場合に限り使用可能である。

## 禁忌
- 高度の房室ブロック、高度の洞房ブロックのある患者
- 鬱血性心不全のある患者
- 透析中の患者
- 緑内障、尿貯留傾向のある患者
- バルデナフィル、モキシフロキサシン、トレミフェン、フィンゴリモドを投与中の患者
- 製剤成分に対し過敏症の既往歴のある患者

## 副作用
静注剤で重大とされている副作用は、
- 心室細動（< 0.1%）、心室頻拍（Torsades de Pointesを含む）（0.1～5%）、上室性不整脈（0.1～5%）、心不全（0.1～5%）、心原性ショック（<0.1%）、
- ショック（< 0.1%）、アナフィラキシー、
- 重篤な肝障害（ショック肝）（< 0.1%）、肝機能障害（AST（GOT）、ALT（GPT）、γ-GTP等の上昇）、黄疸、
- 顆粒球減少（< 0.1%）、白血球減少（< 0.1%）、貧血（< 0.1%）、血小板減少（< 0.1%）、
- 間質性肺炎

である。（頻度未記載は頻度不明）
錠剤では上記に低血糖（0.1～5%）が追加される。

## 作用機序
ナトリウムチャネルを遮断して心筋の活動電位の立ち上がりを遅くすると共に、カリウムチャネルを遮断して心筋の不応期を延長させる。